# Apollodórosz (festő)
Apollodórosz vagy Apollodórosz Szkiagrafosz (görögül: Ἀπολλόδωρος ὁ σκιαγράφος)  (i. e. 5. század végén élt) görög festő, akinek alkotásai nem maradtak fenn, de irodalmi emlékek megőrizték művészetét. 

## Élete
A görög festészet ókori virágkorának úttörő képviselője volt. A hagyomány szerint első volt, aki egyéni vonásokat adott alakjainak. Hírnevét új technikai újításainak köszönhette. Nevéhez kötik a festészetben alkalmazott árnyékolástechnika kidolgozását. Ő a fény és az árnyék újfajta kezelésével adott térbeli hatást festett alakjainak. Ókori írók által említett művei: Odüsszeusz, Imádkozó pap, A villámtól sújtott Aiasz. Ránk még töredékesen sem maradt egyetlen műve sem.
A Szkiagrafosz (magyarul: árnyék vagy árnyékolás) vezetéknevet valószínűleg Hészükhiosz (lexikográfus) adta neki. Munkásságát megismerhetjük Plutarkhosz leírásaiból. Mestere volt Zeuxisznak, akit Parrhasziosz mellett a klasszikus kor egyik legnagyobb festőművészeként tisztelnek.